# Ricardo Gabriel Álvarez
Ricardo Gabriel Álvarez (sinh 12 tháng 4 năm 1988) là một cầu thủ bóng đá chuyên nghiệp người Argentina đang chơi cho câu lạc bộ Sunderland. Anh thuận chân trái, vị trí sở trường là tiền vệ tấn công.

## Sự nghiệp

### Vélez Sársfield
Álvarez bắt đầu thi đấu chuyên nghiệp đầu tiên của mình với câu lạc bộ Vélez Sársfield trong năm 2008. Sau khi ra mắt, anh đã bị chấn thương dây chằng.
Anh ghi bàn thắng đầu tiên của mình trong trận thua 1-2 River Plate tại Estadio Monumental và nhận thẻ đỏ từ trọng tài Javier Collado trong thất bại 1-3 của Vélez de Racing trong một pha phàn nàn về một chiếc thẻ vàng. Anh đạt tổng cộng 11 trận trong giải đấu.
Anh cũng ghi bàn thắng thứ hai chuyên nghiệp của mình trong chiến thắng đội nhà 1-0 trên Lanus cho trận đấu thứ 14.
Anh có tố chất là một tiền vệ với khả năng đi bóng khéo léo, chuyền bóng linh hoạt và rất nhanh nhẹn trong các pha đối mặt.

### Inter Milan
Ngày 5 tháng 7 năm 2011, Álvarez được câu lạc bộ Ý - Inter Milan chiêu mộ với phí chuyển nhượng là 11,5 triệu €. Anh ra mắt chính thức cho câu lạc bộ của mình trong thất bại 2011 tại giải Supercoppa Italiana. Dưới sự huấn luyện của Claudio Ranieri, anh khi bàn thắng đầu tiên cho Inter ở phút thứ 18' trong trận đấu tại giải UEFA Champion League khi đá với câu lạc bộ Trabzonspor giúp Inter thắng với tỉ số 1-0.

## Sự nghiệp Quốc tế
Ngày 18 tháng 8 năm 2011, Álvarez được gọi vào Đội tuyển bóng đá quốc gia Argentina.

## Danh hiệu
Vélez Sársfield
- Argentine Primera División: 2009, 2011 ==Chú thích